# Konstantin Batynkov
Konstantin Batynkov (* 1959 Sevastopol, SSSR) je ruský malíř a učitel. Batynkov žije a pracuje v Moskvě. Je členem organizace ruských umělců. Jeho obrazy se vyznačují používáním černé a bílé barvy, ale také tím, že na každé je alespoň jeden vrtulník či jiná vojenská tematika. Není to však pravidlem.